# Семенченков, Александр Ипполитович
Александр Ипполитович Семенченков (1872—1920) — начальник Новочеркасского казачьего училища, генерал-майор.

## Биография
Из дворян области Войска Донского, казак станицы Новочеркасской Черкасского округа. Сын войскового старшины Ипполита Михайловича Семенченкова. Образование получил в Донском кадетском корпусе, Николаевском кавалерийском училище (по 1-му разряду) и Офицерской кавалерийской школе. Выпущен в комплект Донских казачьих полков. Участник 1-й мировой и Гражданской войн. Вв 7-м Донском казачьем полку с 21 февраля 1895 по 1899, младший офицер Новочеркасского казачьего юнкерского училища с 1899 до 1909, в 11-м Донском казачьем полку с 1909 до 1913. Затем состоял в комплекте Донских казачьих полков с 1913 до 1914, в 28-м Донском казачьем полку с 1914 до 1917. Командир 33-го Донского казачьего полка с 7 сентября 1917. Участник Общедонского восстания, вступил 4 мая 1918 в ряды Донской армии, сразу же назначен начальником Новочеркасского казачьего училища (21 ноября 1919 переименовано в Атаманское военное училище), руководил им до 26 марта 1920. После эвакуации из Новороссийска в Крым умер от тифа в Феодосии, где и погребён.

### Чины
- хорунжий (8 августа 1894);
- сотник (15 апреля 1898);
- подъесаул (15 апреля 1902);
- есаул (15 апреля 1908);
- войсковой старшина (старшинство 18 августа 1914, производство 1 февраля 1915);
- полковник (4 апреля 1916);
- генерал-майор (26 августа 1918).

### Награды
- орден Святой Анны 4-й степени с надписью За храбрость (1915);
- орден Святой Анны 2-й степени с мечами (6 января 1915);
- орден Святого Владимира 4-й степени с мечами и бантом (26 февраля 1915).